# Chocolatería San Ginés

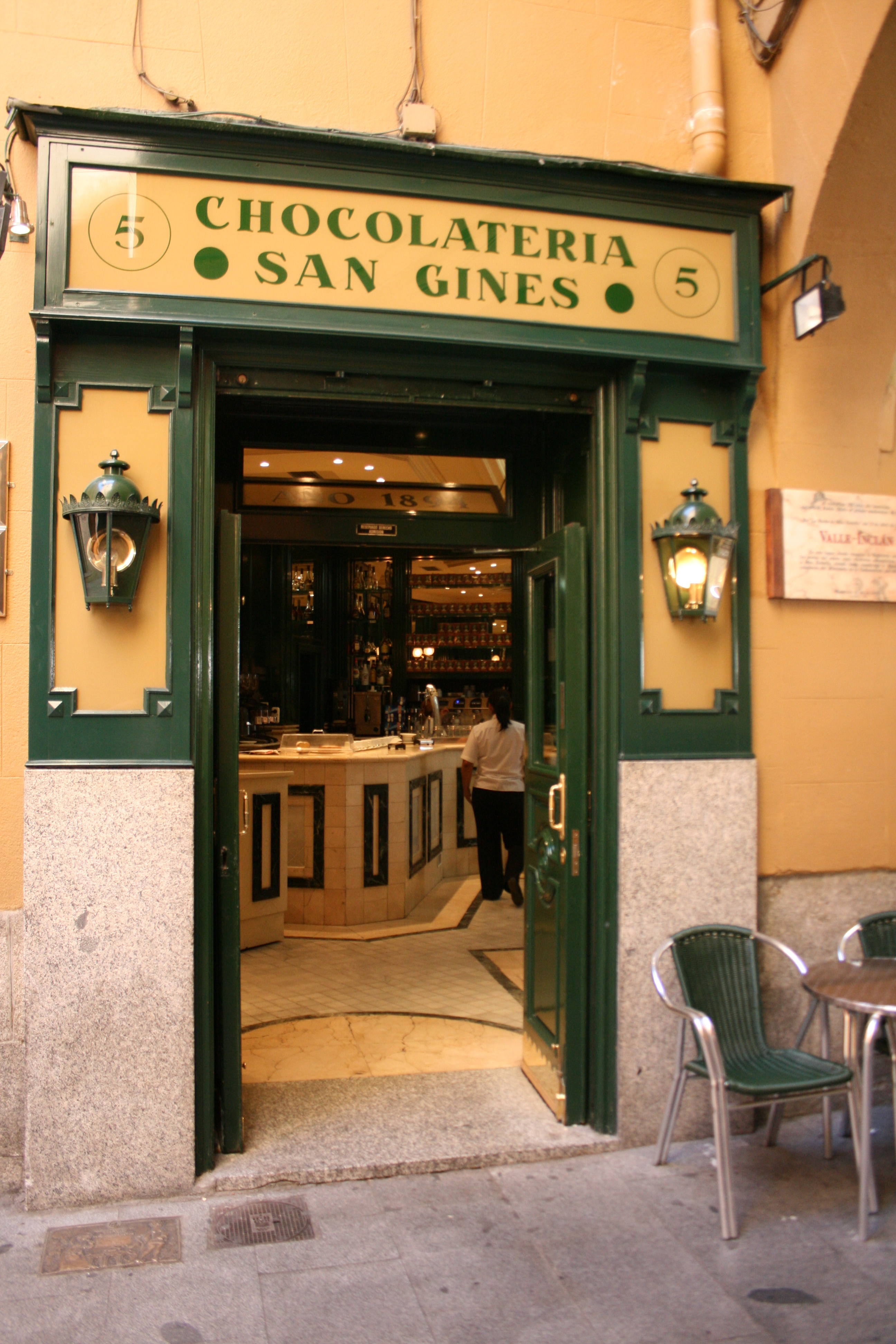
Entrada no pasadizo de San Ginés.

A Chocolatería San Ginés é uma popular chocolateria de Madrid, fundada em 1894 e localizada no pasadizo de San Ginés, perto da Puerta del Sol, um local tradicional para degustar chocolate com churros.

## História
Em 1890, o local foi aberto como mesón e fonda no pasadizo de San Ginés, transformando-se em churreria em 1894. Localizado ao lado do Teatro Eslava, tornou-se famoso quando as pessoas, ao sair do teatro, costumavam tomar um chocolate com churros. Um ponto de encontro popular para notívagos, foi mais tarde um local de reunião para aqueles que saíam da discoteca Joy Eslava. Durante a Segunda República, era conhecida como “La Escondida”. Por sua proximidade com a Puerta del Sol e horário noturno durante todo o ano, é o lugar onde, com paciência, muitos tomam o primeiro chocolate do Ano Novo.

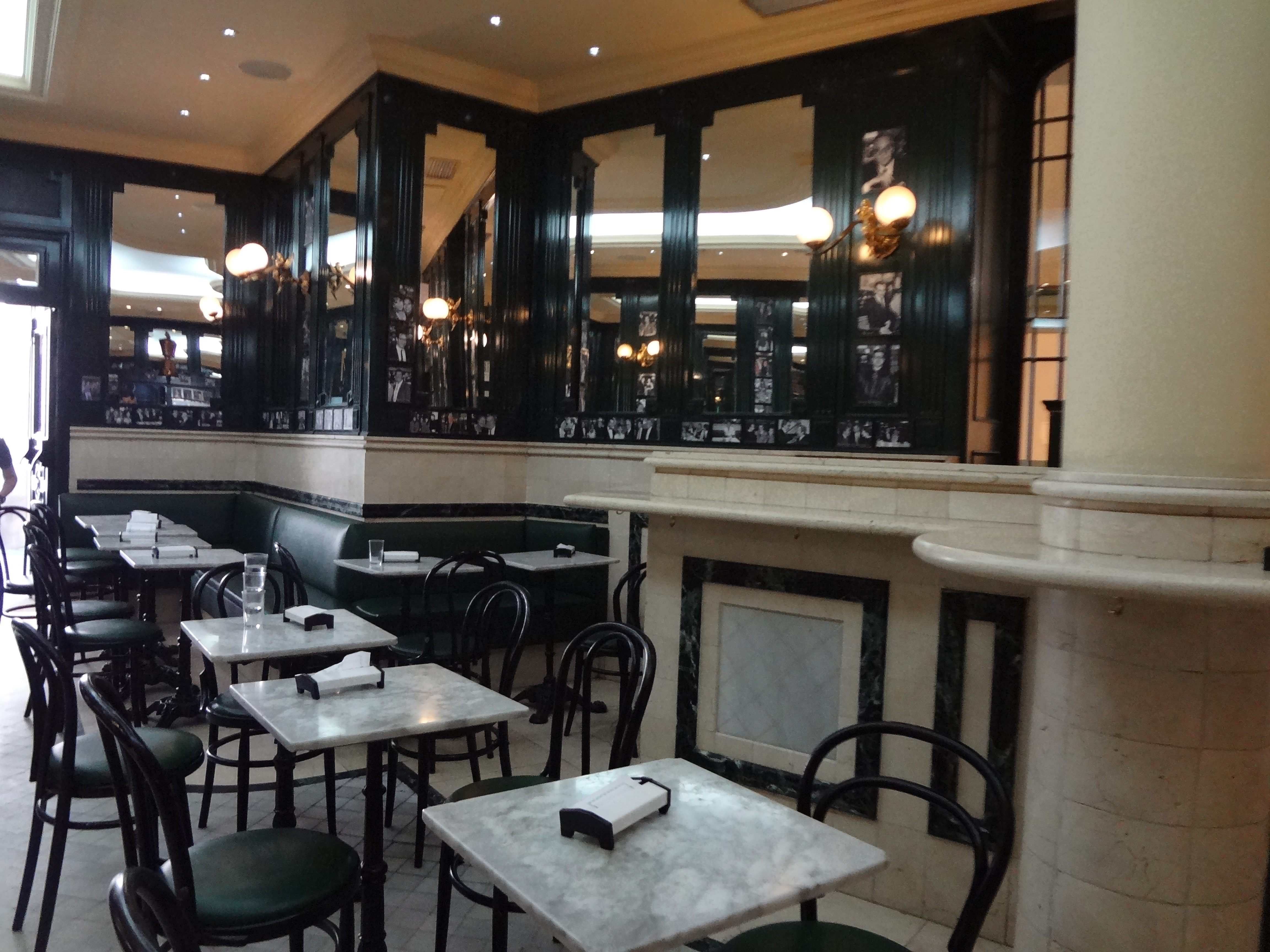
Vista interna com espelhos e mesas de mármore.

Mantém a estética dos cafés do final do século 19, distribuído em dois andares, com mesas de mármore branco e balcão revestido de azulejo.
A fachada da chocolateria foi escolhida como um dos pontos do percurso cultural la noche de Max Estrella, baseado na obra teatral Luces de Bohemia de Valle-Inclán.

## Sucursais internacionais

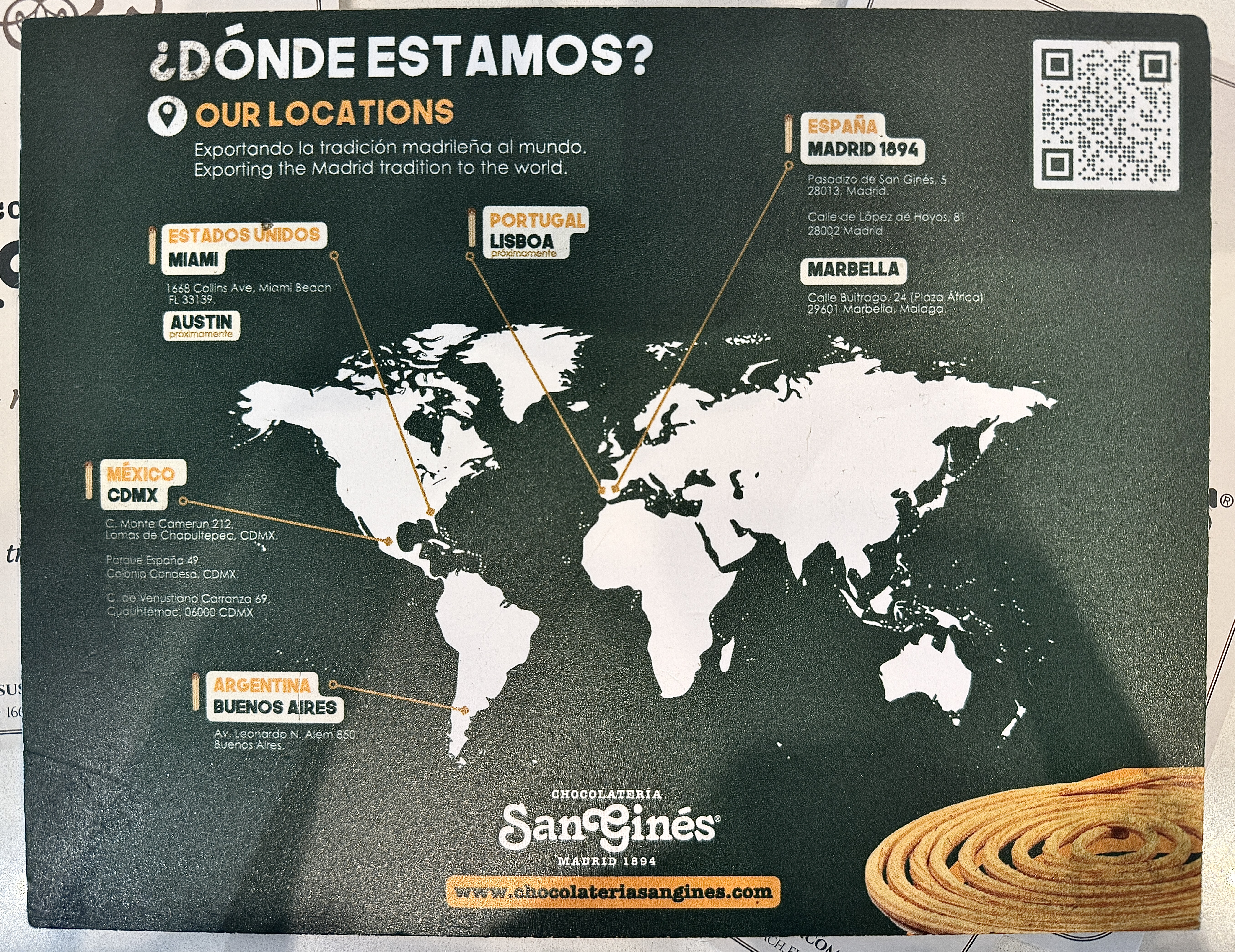
Mapa mundial das sucursais de San Ginés exibido na filial de Miami Beach em janeiro de 2025. As sucursais no México já não estão em operação.

Atualmente, há sucursais em Marbella, Espanha; em Cais do Sodré em Lisboa, Portugal; e em Austin, Texas e Miami Beach, Flórida, nos Estados Unidos. Além disso, há uma sucursal no Mercado de los Carruajes em Buenos Aires, Argentina.
Na Cidade do México, existiam 3 locais: no Parque España na Colonia Condesa, no Centro Histórico da Cidade do México e em Lomas de Chapultepec. No entanto, estas sucursais encerraram em 2025.
Em 2010, uma Chocolatería San Ginés foi inaugurada em Shibuya, Tóquio, adaptando seus produtos aos gostos japoneses.